# Francés de silla
Francés de silla también llamado Silla francés es una raza equina proveniente de Francia. Es una de las razas equinas más populares en las competiciones. En Francia es llamado "Selle français", y es una de las razas más utilizadas por el equipo nacional de equitación francés.

## Origen
El origen de la raza de caballos Silla Francés data del siglo XIX. En dicho periodo los criadores de Normandía importaron sementales de media y Pura Sangre de Gran Bretaña para cruzarlos con caballos normandos, los cuales se caracterizaban por su anatomía tosca, pero también gozaban de gran resistencia. De estos cruces salieron dos líneas de producción, El Trotón Francés, y el anglo-normando, que evolucionarían en otras dos, una de tiro y otra de silla, la cual constituyó el prototipo de lo que hoy se conoce como silla francesa. 
Se realizaron diversos cruces entre el Anglo-Árabe con el Trotón Francés; el Pura Sangre con el Trotón Francés, y el Pura Sangre con el Anglo Árabe. Una vez finalizada la Segunda Guerra Mundial, se aceleró la producción de este caballo, buscando una equino rápido, ágil y resistente, logrando lo que hoy se conoce como caballo  silla francés.

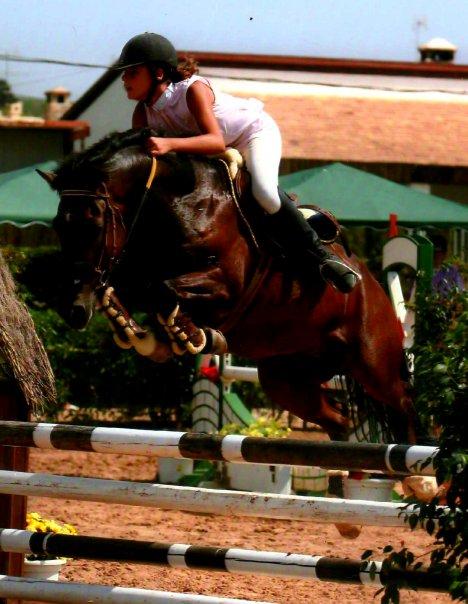
Caballo silla francés rebasando un obstáculo

## Características
De sangre caliente y dotada de un gran brío, es una raza de caballo especial para el salto, por su destreza y habilidad. Además es ágil, activo y flexible, lo que le permite dar zancadas largas. Actualmente la cabeza del Silla Francés ya no es tan rústica ni primitiva, gracias al aporte de sangre árabe y pura sangre inglés, el cuello largo y a la vez elegante es el rasgo más característico de esta raza. Los cuartos traseros son anchos, bien proporcionados y apropiados para la competición de salto. Las espaldas son ligeramente inclinadas
- Pelaje: En el Silla Francés es permitido cualquier tipo de pelaje, pero el más común es el alazán.
- Alzada: La ideal oscila entre los 163 y 170 cm.
- Cabeza: Donde destaca el ahogadero, que con una curva muy arqueada le permite una gran movilidad de la cabeza.
- Espaldas: Están ligeramente inclinadas, aunque en un principio eran demasiado rectas, mejoradas de sus antecesores.
- Cuerpo: Es muy similar al Pura Sangre, aunque con gran influencia del Trotón Francés, más huesudo.
- Extremidades: Sus extremidades son muy fuertes, las articulaciones deben ser limpias, correctas y bien desarrolladas. Sus huesos tienen una especial longitud de caña que ronda los 20 cm y se han corregido sus rodillas que eran demasiado pequeñas.
- Acción: Tiene una zancada amplia y poderosa; es muy activo, con gran flexibilidad y agilidad.

×Este caballo destaca en competiciones de saltos y pruebas combinadas. Salta con decisión y es bueno en doma.
- Datos: Q1070901
- Multimedia: Selle Français / Q1070901